# 清武駅
清武駅（きよたけえき）は、宮崎県宮崎市清武町船引にある、九州旅客鉄道（JR九州）日豊本線の駅である。事務管コードは▲940506。

## 歴史

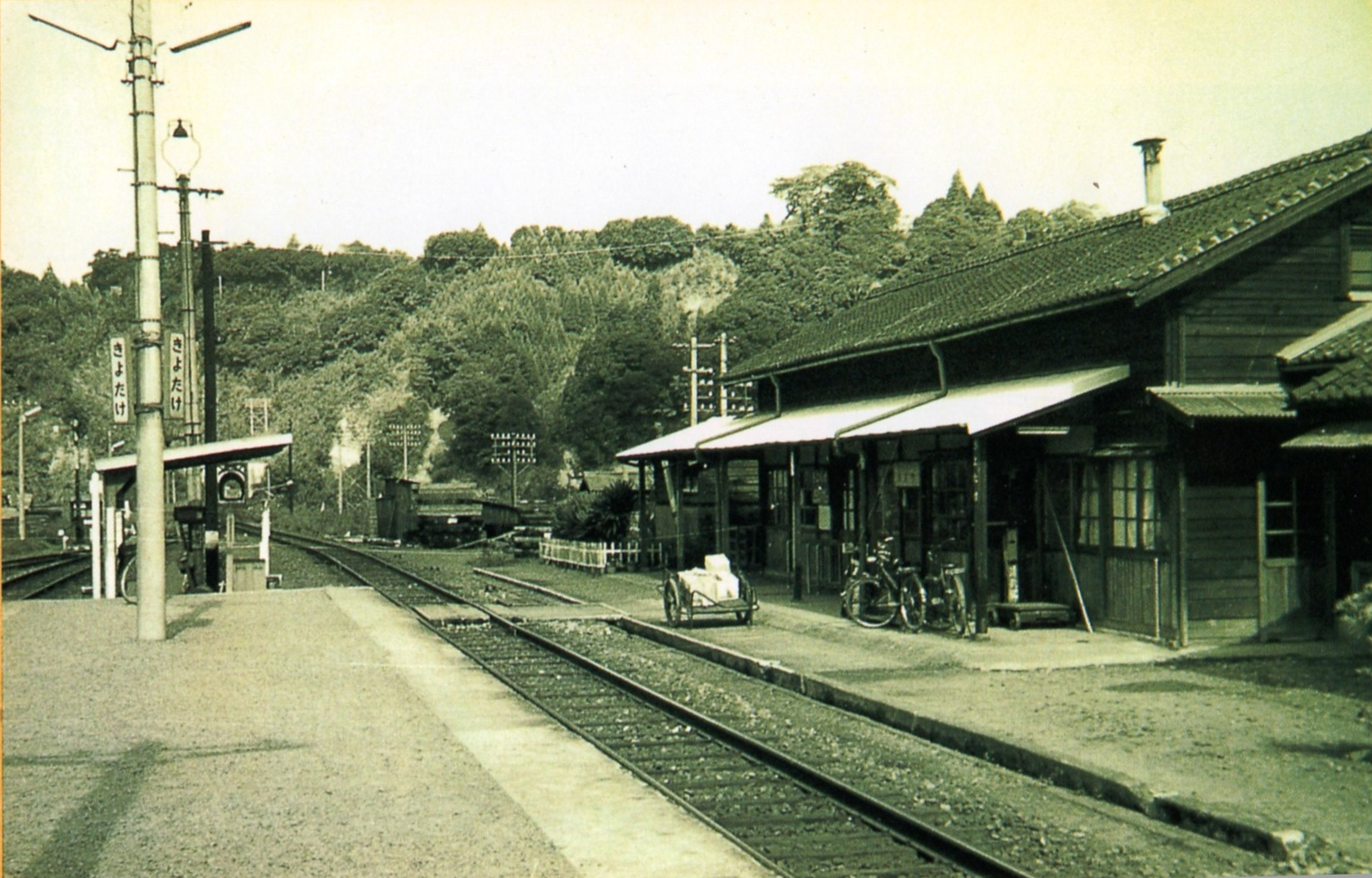
ホーム（1925年）

- 1915年（大正4年）3月20日：鉄道院が開設し宮崎県営鉄道に貸渡[1][4]。
- 1916年（大正5年）10月25日：宮崎県営鉄道が国有化され鉄道院が所管[4]。
- 1971年（昭和46年）10月4日：貨物取扱を廃止[4]。
- 1978年（昭和53年）9月18日：自動信号化。
- 1979年（昭和54年）9月25日：業務委託駅化。
- 1984年（昭和59年）2月1日：荷物扱い廃止[4]。
- 1987年（昭和62年）4月1日：国鉄分割民営化に伴い、九州旅客鉄道（JR九州）の駅となる[4]。
- 2015年（平成27年）11月14日：ICカード「SUGOCA」の利用が可能となる[5]
- 2022年（令和4年）3月12日：簡易委託駅化
- 2022年（令和4年）4月1日：宮崎支社発足により、鹿児島支社から同支社へ移管[6]。

## 駅構造
島式ホーム1面2線と側線1線の設備を有する地上駅。駅舎は木造でリニューアルされている。トンネルと小型のトラス橋が駅間近にある。
シルバー人材センターが駅業務を行う簡易委託駅である。

IC乗車カード「SUGOCA」の利用が可能で（相互利用可能ICカードはSUGOCAの項を参照）、簡易SUGOCA改札機が設置されている。SUGOCAの販売は行なっていない。
自動券売機、ICカードチャージ機が設置されている。

### のりば
| のりば | 路線      | 方向 | 行先                 |
| ------ | --------- | ---- | -------------------- |
| 1      | ■日豊本線 | 下り | 都城・鹿児島中央方面 |
| 2      | ■日豊本線 | 上り | 南宮崎・宮崎方面     |

## 利用状況
2023年（令和5年）度の1日平均乗車人員は602人である。
近年の1日平均乗車人員の推移は以下の通り。
| 年度   | 1日平均 乗車人員 | 出典   |
| ------ | ---------------- | ------ |
| 1995年 | 649              | -      |
| 1996年 | 618              | -      |
| 1997年 | 528              | -      |
| 1998年 | 463              | -      |
| 1999年 | 444              | -      |
| 2000年 | 431              | -      |
| 2001年 | 446              | -      |
| 2002年 | 457              | -      |
| 2003年 | 484              | -      |
| 2004年 | 483              | -      |
| 2005年 | 529              | -      |
| 2006年 | 527              | -      |
| 2007年 | 524              | -      |
| 2008年 | 535              | -      |
| 2009年 | 529              | -      |
| 2010年 | 513              | -      |
| 2011年 | 561              | -      |
| 2012年 | 569              | -      |
| 2013年 | 598              | -      |
| 2014年 | 607              | -      |
| 2015年 | 587              | -      |
| 2016年 | 520              | [ 8 ]  |
| 2017年 | 558              | [ 9 ]  |
| 2018年 | 575              | [ 10 ] |
| 2019年 | 620              | [ 11 ] |
| 2020年 | 480              | [ 12 ] |
| 2021年 | 521              | [ 13 ] |
| 2022年 | 566              | [ 14 ] |
| 2023年 | 602              | [ 7 ]  |

## 駅周辺
付近には宮崎大学医学部（旧宮崎医科大学）・宮崎国際大学・宮崎学園短期大学・宮崎県立看護大学などがあり学生も多く住む宮崎市郊外の住宅地となっている。旧町役場からは近いが、市街地の中心が加納駅周辺に移ってから、周辺は寂れた雰囲気となっていた。しかし近年、駅の近くにクロスモール清武が開業した事により、買い物客で賑わうようになった。
- 安井息軒旧宅
- クロスモール清武
- 宮崎市役所 清武総合支所（旧・清武町役場）
- 清武町文化会館
- 清武郵便局
- 宮崎県建設技術センター
- 宮崎学園短期大学
- 宮崎国際大学
- 宮崎大学清武キャンパス
- 宮崎大学医学部附属病院
- 宮崎県立看護大学
- ラピスセミコンダクタ宮崎工場
- SUMCO TECHXIV宮崎工場
- 宮崎市清武総合運動公園 - オリックス・バファローズキャンプ地。

### バス路線
駅前とその付近には、宮崎交通の停留所が2ヵ所ある。ここではその2停留所をまとめて解説する。
- 「清武駅」停留所
  - バス待機所としての機能が主となるため、バスの発着は1日1本のみ。
- 「清武駅前」停留所
  - 駅前通りを東向きに直進した信号付近にある。
    - 南向き：宮崎大学・大学病院方面
    - 北向き：加納、宮崎女子短期大学・宮崎国際大学（※「短大前」停留所が最寄り）、宮崎県立看護大学（※「県立看護大学」停留所が最寄り）方面

## 隣の駅
九州旅客鉄道（JR九州）
■日豊本線
- 特急「きりしま」一部停車駅

■普通
加納駅 - 清武駅 - 日向沓掛駅